# Księży Dwór (Srokowo)
Księży Dwór (deutsch Fürstenhof) ist ein Ort in der polnischen Woiwodschaft Ermland-Masuren innerhalb der Gmina Srokowo (Landgemeinde Drengfurth) im Powiat Kętrzyński (Kreis Rastenburg).

## Geographische Lage
Księży Dwór liegt in der nördlichen Mitte der Woiwodschaft Ermland-Masuren, 17 Kilometer nordöstlich der Kreisstadt Kętrzyn (deutsch Rastenburg).

## Geschichte
Der kleine Gutsort Fürstenhof wurde 1852 gegründet. Unter dem Datum vom 29. Dezember 1852 vermerkt das „Amtsblatt der königlichen preußischen Regierung zu Königsberg“ 1853, No. 2, Verordnung No. 10: Dem im Kreise Rastenburg auf der Feldmark des Königlichen Dorfes Fürstenau entstandenen Abbau ist der Name Fürstenhof beigelegt worden. Bis 1945 war Fürstenhof ein Wohnplatz in der Gemeinde Fürstenau (polnisch Leśniewo) im ostpreußischen Kreis Rastenburg. 1885 zählte der kleine Gutsort 25, 1910 nur noch 9 Einwohner.
1945 wurde Fürstenhof in Kriegsfolge mit dem gesamten südlichen Ostpreußen an Polen überstellt und erhielt die polnische Namensform „Księży Dwór“. Heute ist der Ort „część wsi Leśniewo“ („ein Teil des Dorfes Leśniewo“) und eine nicht mehr eigenständige Ortschaft im Verbund der Landgemeinde Srokowo (Drengfurth) im Powiat Kętrzyński (Kreis Rastenburg), bis 1998 der Woiwodschaft Olsztyn, seither der Woiwodschaft Ermland-Masuren zugehörig.

## Kirche
Bis 1945 war Fürstenhof in die evangelische Pfarrkirche Drengfurth in der Kirchenprovinz Ostpreußen der Kirche der Altpreußischen Union sowie in die katholische Kirche Rastenburg mit der Filialkapelle Drengfurth eingepfarrt.
Heute gehört Księży Dwór zur katholischen Pfarrei Srokowo im Erzbistum Ermland und zur evangelischen Kirche Srokowo, einer Filialkirche der Johanneskirche Kętrzyn in der Diözese Masuren der Evangelisch-Augsburgischen Kirche in Polen.

## Verkehr
Księży Dwór ist über eine Nebenstraße erreichbar, die von Srokowo nach Surwile (Serwillen) führt. Außerdem führt ein Landweg von Leśniewo (Fürstenau) in den Ort. Eine Anbindung an den Bahnverkehr besteht nicht.